# Hekari United
Petroleum Resources Kutubu Hekari United Football Club – papuański klub piłkarski założony w 2003 lub 2006 roku pod nazwą PFK Souths United FC.
Od 2006 do 2014 zostawał mistrzem kraju osiem razy z rzędu, natomiast w sezonie 2015/2016 zdobył wicemistrzostwo. W 2010 roku klub wygrał Ligę Mistrzów OFC jako pierwszy klub spoza Australii i Nowej Zelandii, pokonując w dwumeczu finałowym nowozelandzkie Waitakere United 3:0 i 1:2, dzięki czemu zakwalifikował się do Klubowych Mistrzostw Świata 2010, w których jednak odpadł w pierwszej rundzie, przegrywając 0:3 z gospodarzem turnieju, Al-Wahdą Abu Zabi.

## Sukcesy[8]
| \| \| Zdobyte trofea w rozgrywkach Papui-Nowej Gwinei (stan na: sezon 2024) \| |                                                                       |      |          |
| Rozgrywki                                                                      | Osiągnięcie                                                           | Razy | Sezon(y) |
| Mistrzostwo                                                                    | I miejsce                                                             | 10   |          |
| Mistrzostwo                                                                    | II miejsce                                                            | 3    |          |
| Mistrzostwo                                                                    | III miejsce                                                           | 2    |          |
| Papua-Nowa Gwinea                                                              | Zdobyte trofea w rozgrywkach Papui-Nowej Gwinei (stan na: sezon 2024) |      |          |